# Armenia en los Juegos Paralímpicos de Tokio 2020
Armenia estuvo representada en los Juegos Paralímpicos de Tokio 2020 por un deportista masculino. El equipo paralímpico armenio no obtuvo ninguna medalla en estos Juegos.